# Lösel-Altar
Der Lösel-Altar wurde zwischen 1455 und 1460 von einem unbekannten Künstler, genannt «Meister des Lösel-Altars», für die von Johann Loesel in Auftrag gegebene Johanniterkapelle im schweizerischen Rheinfelden angefertigt. Loesel hatte den Altar ebenso wie die Kapelle gestiftet.
Das gotische Meisterwerk wurde im 19. Jahrhundert zerteilt und in Stücken verkauft. 1951 konnte die Stadt Rheinfelden eine der vermutlich sechs Tafeln des Altars zurückkaufen; sie befindet sich heute im Rathaus der Stadt. Die übrigen Tafeln sind in Museen in Basel, Mülhausen (3 Tafeln) und Dijon zu sehen oder gelagert.

## Tafeln des Lösel-Altars

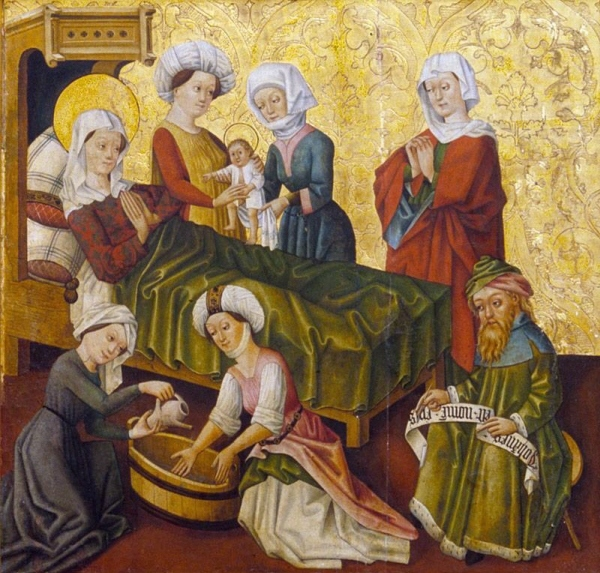
Geburt Johannes des Täufers
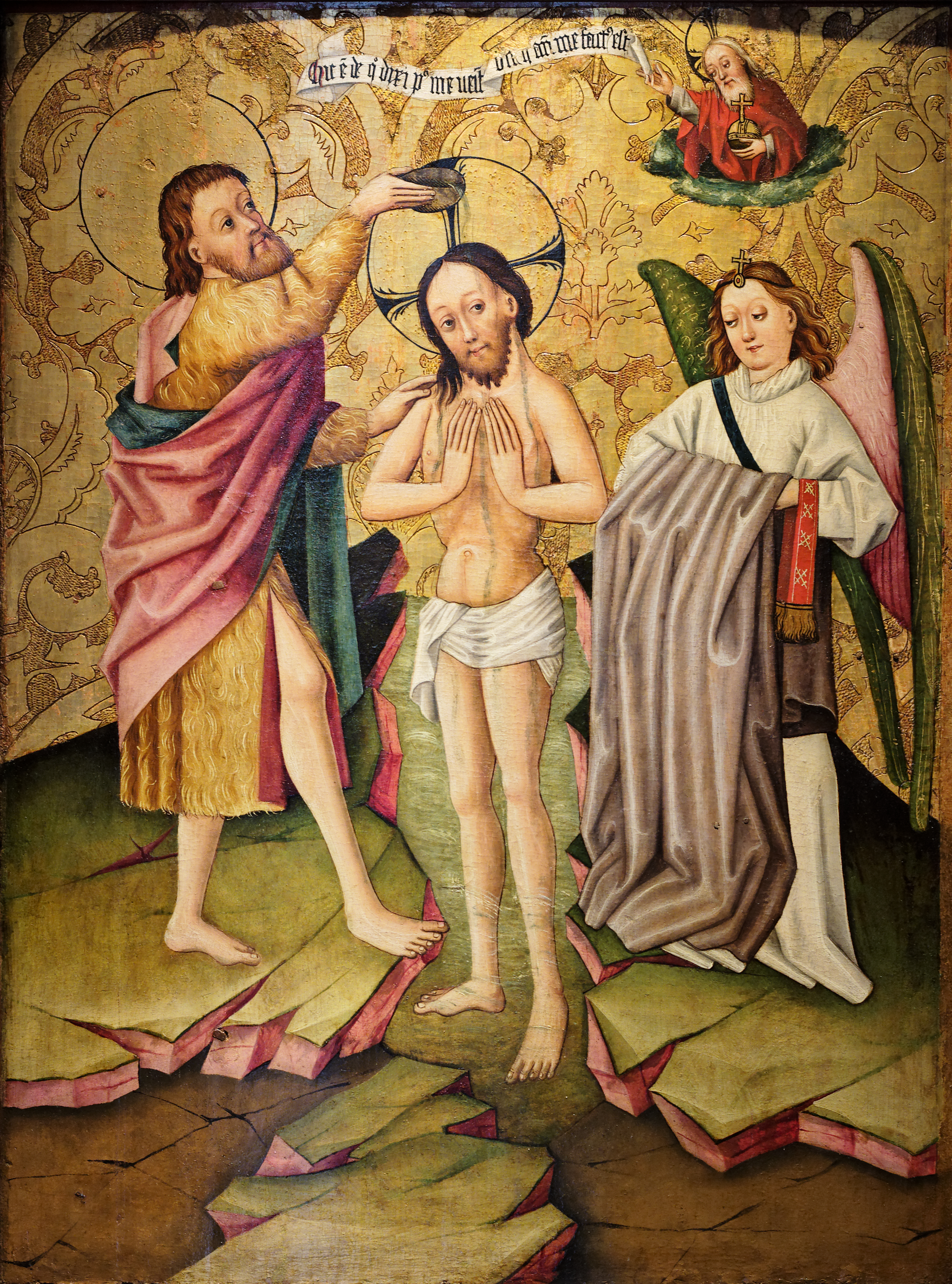
Taufe Christi
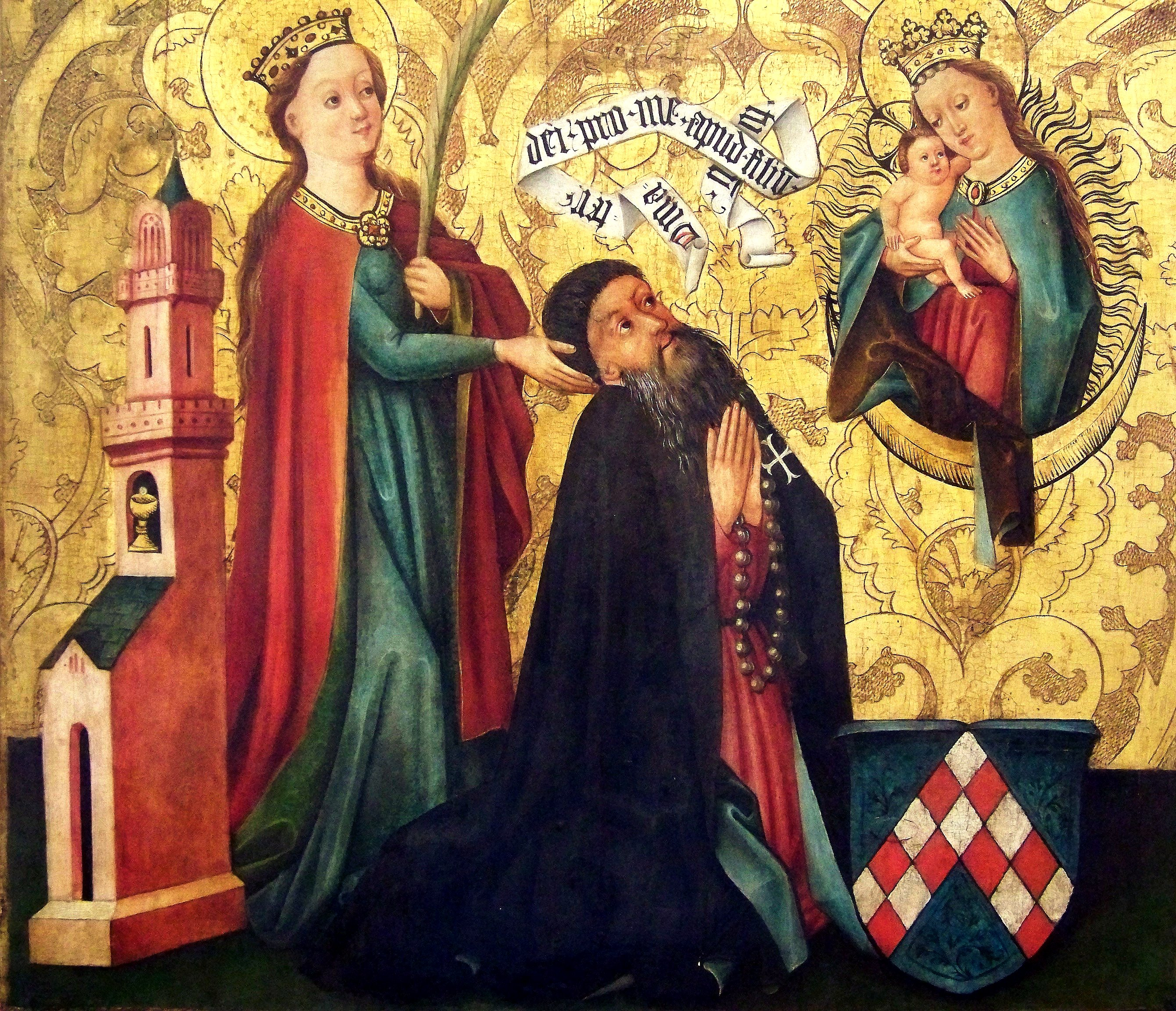
Stifterbild: Die heilige Barbara präsentiert den Stifter Johannes Lösel der Gottesmutter; rechts unten sein Wappen
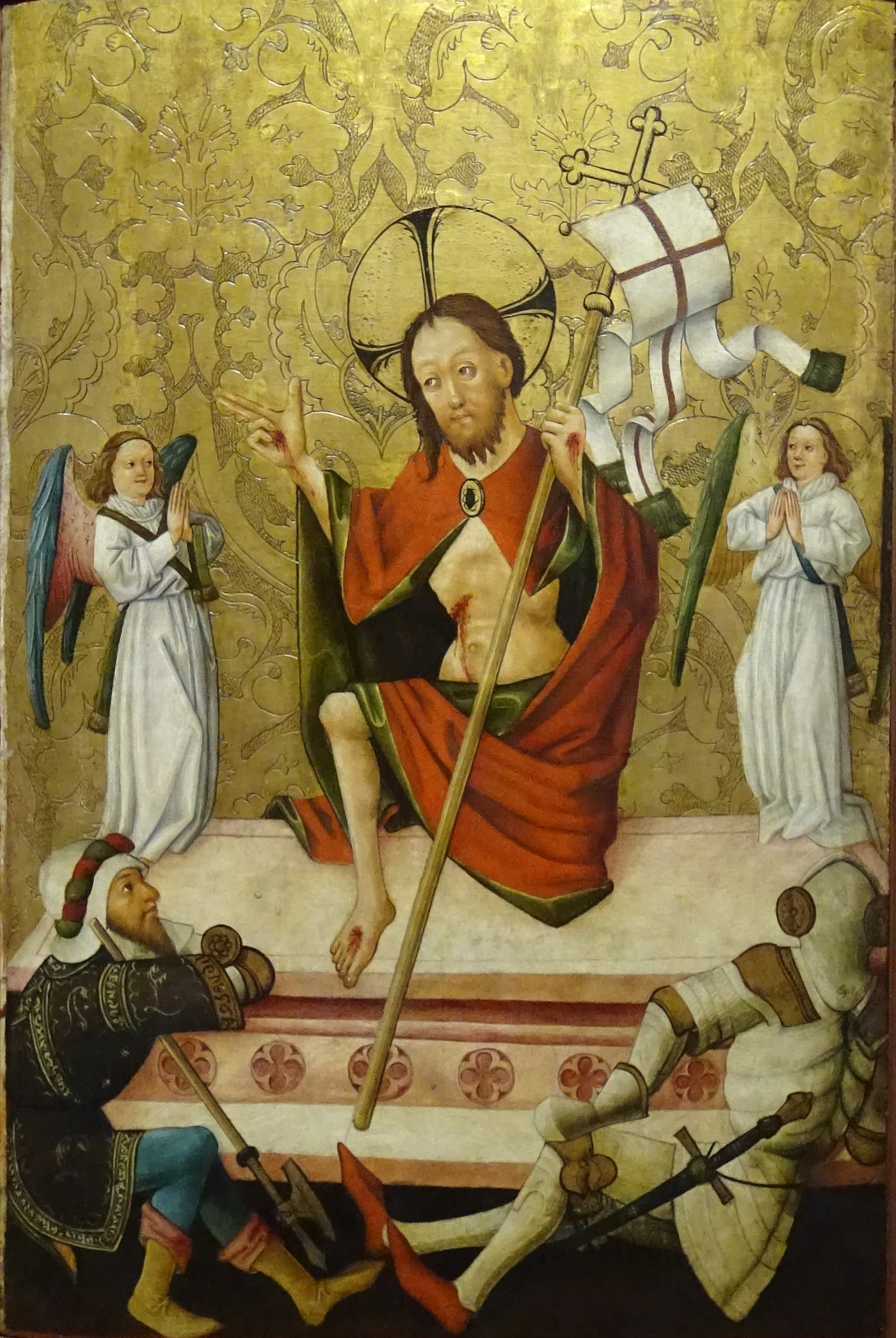
Auferstehung Christi
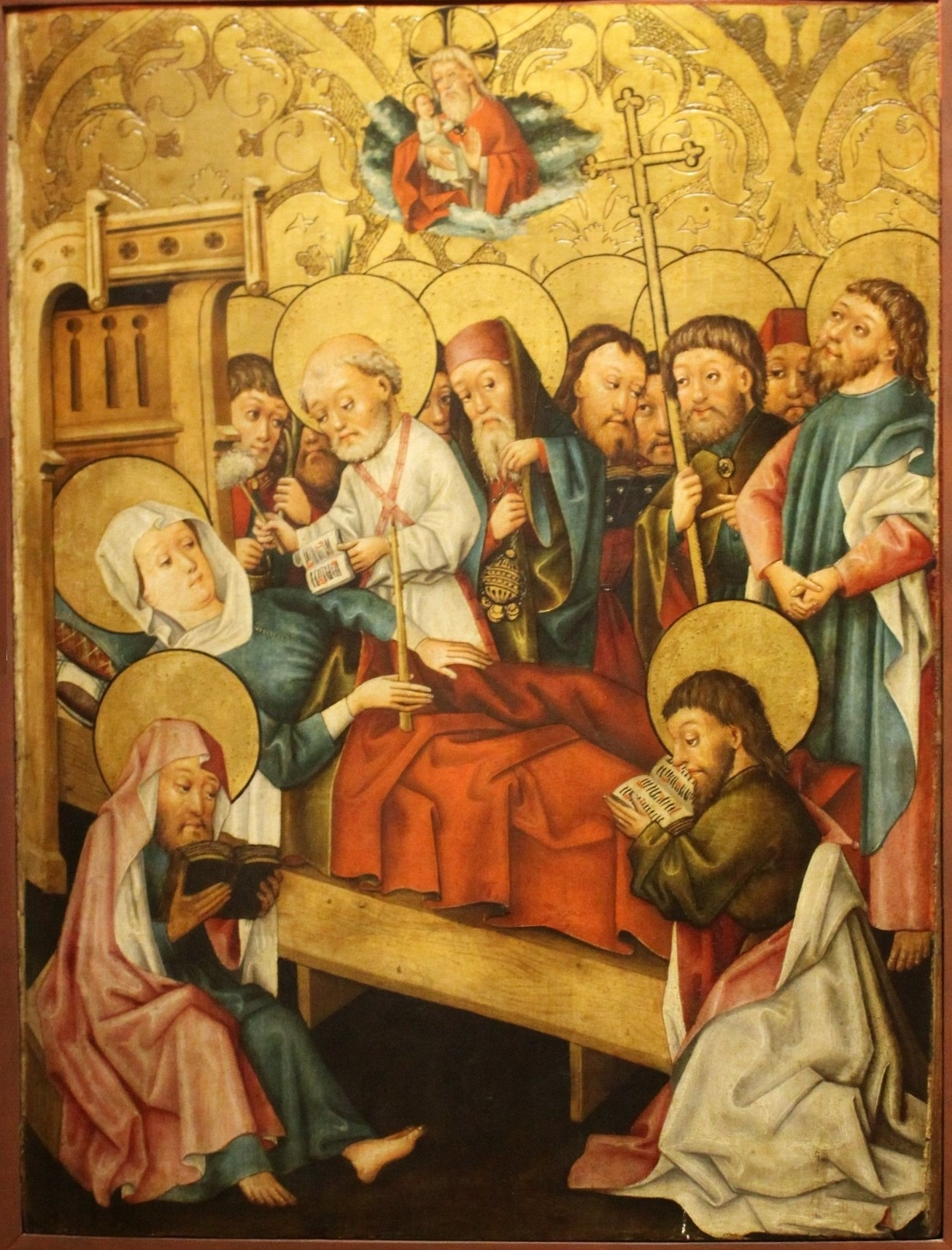
Tod Mariens
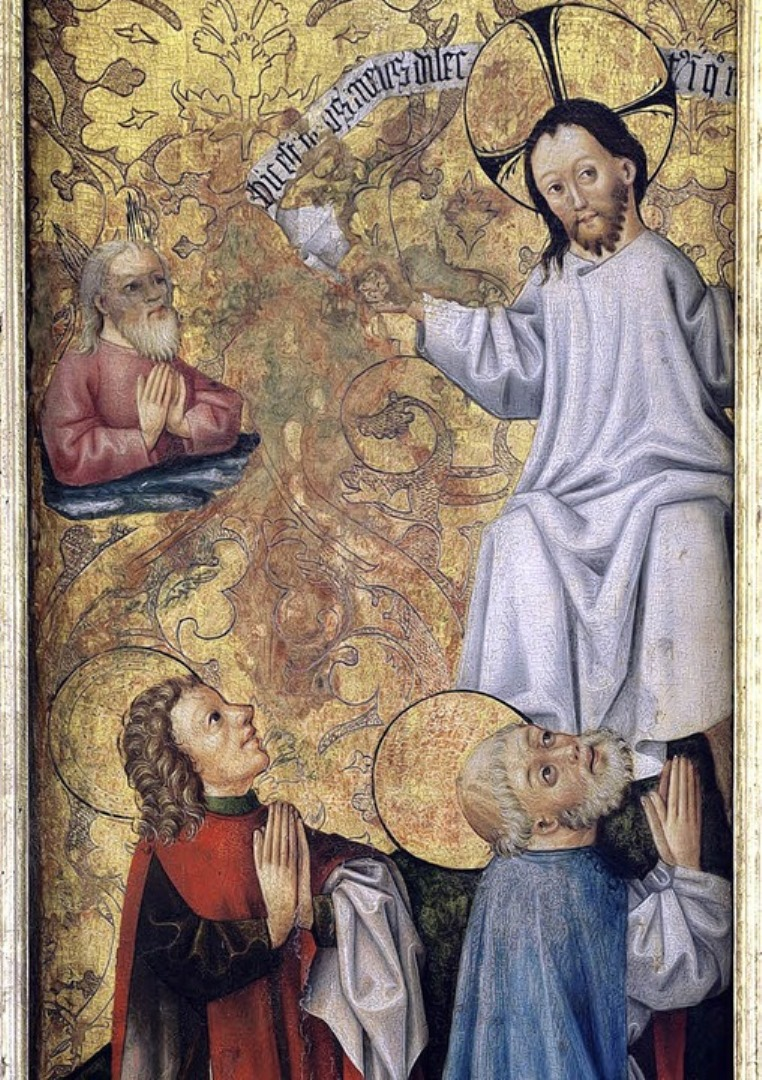
Verklärung Christi (Fragment)

Es sind sechs Tafeln des Altars bekannt. Ob es weitere Tafeln gab, ist nicht bekannt. Ebenso ist unklar, wie und in welcher Beziehung zueinander die Tafeln ursprünglich im Altar angebracht waren. Es wird vermutet, dass es sich um einen Flügelaltar mit Mittelteil und beweglichen Seitenflügeln handelte. Bei solchen Altären waren die Seitenflügel üblicherweise auch auf der Rückseite bemalt. Bei späteren Verkäufen wurden häufig die beidseitig bemalten Bretter gespalten, um beide Bilder einzeln anbieten zu können; dabei kam es oft zu Beschädigungen – dies könnte der Grund sein, warum «Die Verklärung Christi» in Rheinfelden unvollständig ist.
Die Tafeln bestehen aus zusammengefügten Tannenholzbrettern. Der Goldhintergrund ist reich mit Ornamenten punziert. Darauf sind die jeweiligen Szenen mit gefirnisster Tempera gemalt.

### Die Geburt Johannes des Täufers
Kunstmuseum Basel, Öffentliche Kunstsammlung. Ankauf 1862.

### Die Taufe Christi
Musée des Beaux-Arts (Dijon), Frankreich. Legat 1916 von Marie-Henriette Dard-Liautaud.

### Der Stifter Johannes Lösel
Musée des Beaux-Arts, Mulhouse, Frankreich. Nach Beschädigung 2001 in Vesoul restauriert.

### Die Auferstehung Christi
Musée des Beaux-Arts, Mulhouse, Frankreich.

### Der Tod Marias
Musée des Beaux-Arts, Mulhouse, Frankreich.

### Die Verklärung Christi
Rathaus Rheinfelden, Schweiz. Rechts angeschnitten, daher unvollständig.
Diese Tafel erwarb die Stadt Rheinfelden 1951 von dem New Yorker Kunsthändler Lion für 5700 CHF, wovon 4600 CHF von der Bevölkerung gespendet wurden.

## Nachwirkung
- In Hansjörg Schneiders Roman Hunkeler und die goldene Hand spielt der Lösel-Altar eine Rolle. Im Nachwort erwähnt Schneider die Odyssee eines Kunstwerks von Kurt K. Rosenthaler.[12]